# Maria Weyersberg
Maria Clara Auguste Weyersberg, née en 1886 à Cologne et morte en 1987 à Bornheim (Rhénanie-du-Nord-Westphalie), est une femme peintre et ethnologue allemande. À partir de 1925, elle travaille comme dessinatrice scientifique et assistante de l'ethnologue et archéologue allemand Leo Frobenius, qu'elle accompagne dans plusieurs expéditions en Afrique et au Proche-Orient. Après la mort de celui-ci en 1938, elle devient l'une des animatrices de l'Institut Frobenius, à Francfort.

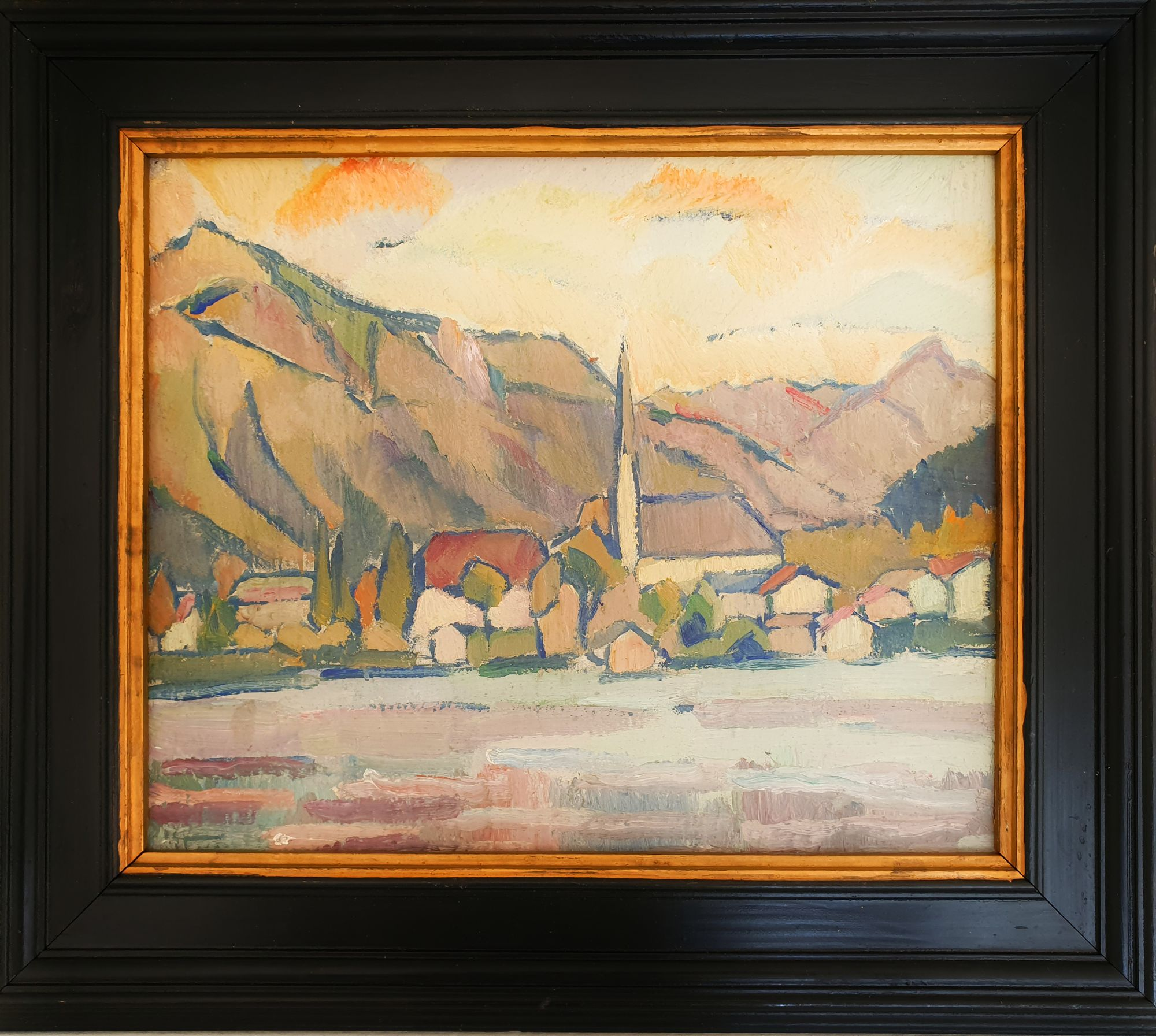
Paysage de Rottach-Egern sur fond de montagnes, peinture de Maria Weyersberg, 1921

## Jeunesse et formation
Maria Weyersberg est la fille unique de l'industriel Rudolph Emil Weyersberg (1836–1894) et de sa femme Clara Josephine Fuchs (1844–1912). De 1893 à 1902, elle étudie au lycée de jeunes filles de Cologne, puis dans un pensionnat francophone à Bruxelles. De retour à Cologne, elle étudie les langues et suit des cours à l'école de commerce.
Elle prend des cours particuliers auprès des peintres Willy Spatz et Ernst Pfannkuchen, mais ne peut entrer à l'école des Beaux-Arts qui ne sera ouverte aux filles qu'en 1919. En décembre 1918, elle s'inscrit à Munich aux cours de l'historien de l'art suisse Heinrich Wölfflin.

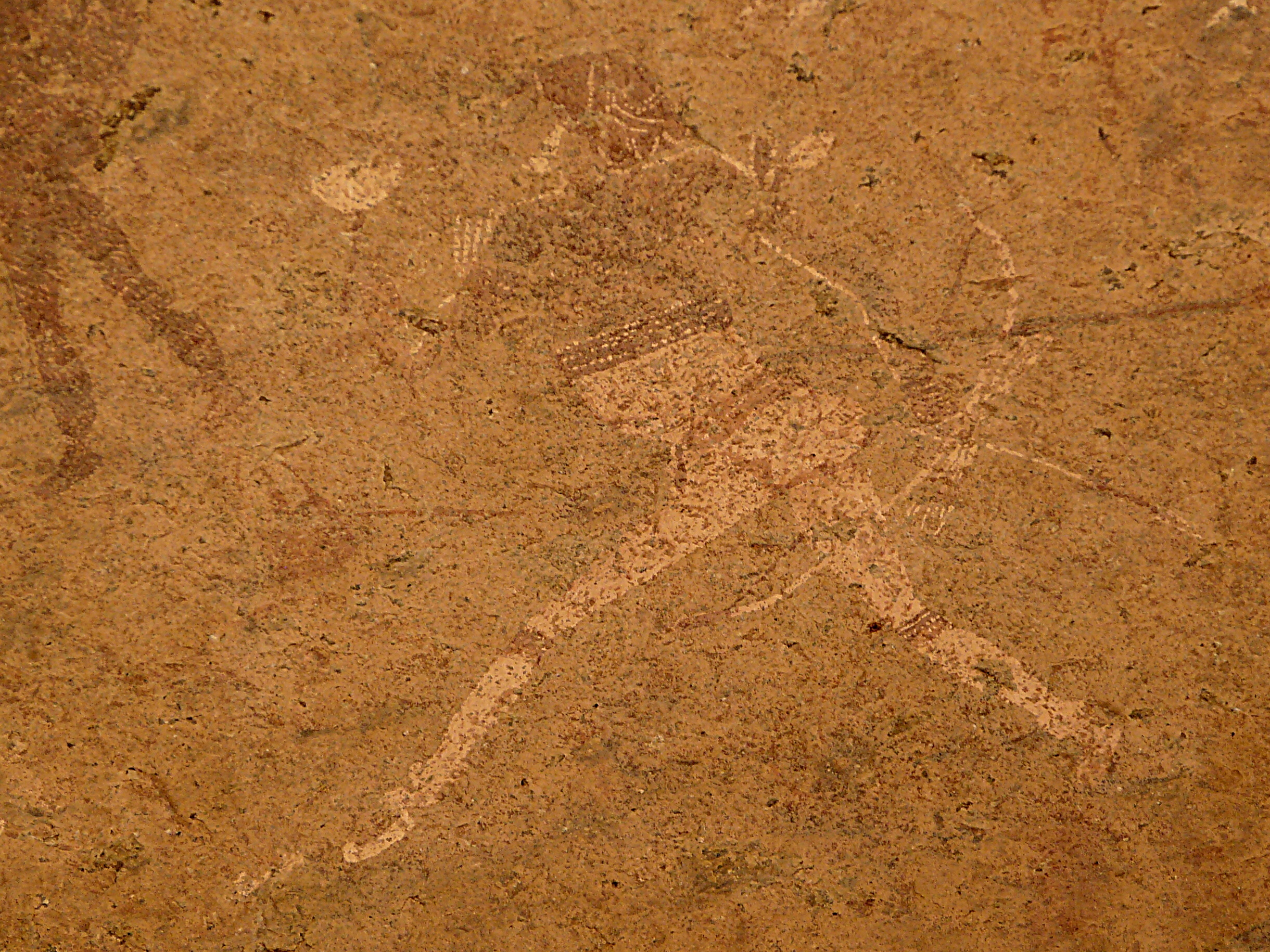
La Dame blanche du Brandberg : une image célèbre mais mal interprétée.

## Biographie
À partir de 1925, Maria Weyersberg travaille sous la direction de l'ethnologue Leo Frobenius à l'Institut für Kulturmorphologie, à Francfort-sur-le-Main (renommé en 1946 Institut Frobenius). De 1928 à 1930, elle participe à ses expéditions en Afrique australe.
En 1928, elle visite l'abri sous roche de la « Dame blanche », dans le Brandberg (circonscription de Dâures en Erongo, en Namibie), site d'art rupestre découvert en 1918 par l'explorateur allemand Reinhard Maack. Elle fait le relevé de la figure principale : un personnage marchant à grandes enjambées qui sera surnommé la Dame blanche, bien que son sexe soit incertain. En accord avec Frobenius, dans une conférence donnée à Windhoek en 1930, elle la présente comme une image d'art égypto-assyrien, étrangère aux traditions des Bochimans. Cette interprétation est reprise par Frobenius dans ses publications de 1931 et 1935, ainsi que par l'abbé Henri Breuil, sommité de l'archéologie française. Les auteurs des années 1930-1940, notamment Robert Graves, soulignent la ressemblance du costume et des traits du visage avec ceux des femmes de l'art minoen. La tendance de l'époque était d'expliquer les cultures africaines par des influences méditerranéennes et proche-orientales. Cette vision a été réfutée en 1948 par l'archéologue John F. Schoefield, qui avançait que l'état de la fresque n'était pas compatible avec une telle ancienneté et que les ressemblances avec certaines représentations de l'art méditerranéen étaient purement fortuites.
En 1934-1935, elle prend part à une expédition en Transjordanie, en Libye, et à quatre campagnes de recherches en France en 1934, Espagne en 1934 et 1936, Italie en 1936 et 1937. Elle fait des relevés de 601 pièces d'art rupestre et de 264 dessins et aquarelles ethnographiques. En outre, en 1930 et 1933, elle est curatrice de l'organisation et du vernissage des expositions d'art rupestre à Paris. La découverte de l'art préhistorique et de l'Art nègre a un fort écho dans l'influence artistique de l'entre-deux-guerres.
En l'état des techniques de l'époque, le relevé des œuvres d'art rupestre consiste à appliquer du papier calque sur les parois rocheuses et dessiner les contours, dans des zones d'accès difficile. Les accidents ne sont pas rares. Une photographie de 1934 montre Maria Weyersberg et sa collègue Elisabeth Pauli au barranc de la Valltorta, en Espagne, perchées sur une paroi abrupte : l'une relève une gravure sur la roche tandis que l'autre la soutient par les jambes. Frobenius montrait volontiers ce genre d'image pour illustrer l'authenticité et le caractère risqué de leur travail.
La période de la République de Weimar en Allemagne est marquée par une relative émancipation féminine : pour la première fois, elles obtiennent l'égalité de droits avec les hommes tout en restant peu représentées dans les milieux scientifiques. Celles qui travaillent à l'institut ethnographique de Francfort sont généralement issues de familles bourgeoises, diplômées d'écoles d'art ou ayant suivi des cours privés. L'équipe de Frobenius se singularise par le fait de compter une majorité de femmes : onze contre neuf hommes. Frobenius, dans ses présentations d'expositions, rend hommage à l'énergie et l'endurance de ces femmes qui, sous des conditions matérielles et climatiques difficiles, accomplissaient un travail immense dans des régions isolées du monde.
En 1940, Maria Weyersberg donne un cours de trois mois à Vienne et Munich. Pendant la Seconde Guerre mondiale, elle revient à l'Institut ethnographique de Francfort où, malgré la politique nazie de restriction des droits des femmes, elle est reconnue comme « assistante scientifique » et progressivement chargée de missions d'encadrement. Elle dirige plusieurs expositions. Au lendemain de la guerre, en 1946, elle dirige les Archives iconographiques de la mythologie, une collection d'images des mythes du monde entier.
Avec Elisabeth Pauli, elle est considérée comme une des deux « âmes » de l'Institut. Elle publie une dizaine d'articles sur l'art rupestre et sur la céramique préhistorique.
Après sa retraite en 1951, elle revient à la peinture et à l'aquarelle, peignant surtout des natures mortes et des paysages dans les couleurs pastel. Elle fait encore plusieurs apparitions à l'institut Frobenius pour des manifestations honorifiques. Elle meurt en 1987 à l'âge de 101 ans.

## Expositions
Les recherches auxquelles a participé Maria Weyersberg ont fourni une partie du contenu des expositions suivantes :
- 1930 : Berlin, Oslo, Bruxelles, Paris, Zurich, Vienne (art rupestre)
- 1937 : New York, Museum of Modern Art (MoMA) (art rupestre)
- 2012 : Erfurt (exposition spéciale)
- 2014 : Neu-Isenburg, Alte Goetheschule, « Images de voyage » (exposition spéciale)
- 2014 : Paris, Institut Goethe (art rupestre)
- 2016 : Berlin, Martin-Gropius-Bau (art rupestre)
- 2017 : Dakar (art rupestre)
- 2017 : Mexico (art rupestre)
- 2019 : Francfort-sur-le-Main, musée Giersch, « Frobenius – Die Kunst des Forschen » (« Frobenius, l'art de la science »)
- 2021 : Zurich, Museum Rietberg, « Arts de la Préhistoire : Peintures rupestres des expéditions Frobenius »
- 2024 : Paris, Musée de l'Homme, « Préhistomania : Trésors mondiaux de l'art rupestre »